# Leukon (Komödiendichter)
Leukon (altgriechisch Λεύκων), Sohn des Hagnon, war ein griechischer Dramatiker der Alten Komödie in der 2. Hälfte des 5. Jahrhunderts v. Chr.
Laut Suda, die zwei seiner Werke kennt – Die Phratoren und Der schlauchtragende Esel –, lebte er während des Peloponnesischen Krieges. Darüber hinaus ist mit den Gesandten ein drittes Stück des Leukon namentlich bekannt. Mit diesen belegte er im Jahr 422 v. Chr. bei den Lenäen in Athen den dritten Platz hinter den Wespen des Aristophanes, der mit seinem zweiten Stück Proagon zudem siegte. Auch im folgenden Jahr 421 v. Chr. erreichte er mit den Phratoren nur den dritten Platz, diesmal bei den Dionysien, und unterlag abermals Aristophanes mit dem Frieden auf dem zweiten Platz, während Eupolis mit den Schmeichlern siegte. Sein Name ist in der Siegerliste der Dionysien verzeichnet. Nur aus den Phratoren sind Verse erhalten, in denen er den Hyperbolos und den Tragiker Melanthios verspottete. Allerdings wird Leukon häufig von den Scholiasten angeführt, um die Verwendung einzelner Wörter zu belegen. Vom Schlauchtragenden Esel weiß man, dass es um einen betrügerischen Bauern ging, der einen Esel mit Körben, die unten verbotene Schläuche mit Honig enthielten, darüber aber mit Gerste gefüllt waren, zum Markt führt. Als der Esel stürzte, wurde die Tat von der Marktpolizei entdeckt und der Bauer verlor seine Ware.

## Werke
- Presbeis (Πρέσβεις „Die Gesandten“, 422 v. Chr. aufgeführt)
- Phrateres (Φράτερες „Die Phratoren“ oder „Die Mitbürger“, 421 v. Chr. aufgeführt)
- Onos askophoros (Ὄνος ἀσκοφόρος „Der schlauchtragende Esel“)